# 林義秀
林 義秀（はやし よしひで、1891年8月25日 - 1978年2月5日）は、日本の陸軍軍人。最終階級は陸軍中将。

## 経歴
和歌山県出身。林多十郎の二男として生まれる。和歌山中学校を経て、1914年5月、陸軍士官学校（26期）を卒業し、同年12月、歩兵少尉任官。歩兵第23連隊付となる。1923年11月、陸軍大学校（35期）を卒業した。
歩兵第23連隊中隊長、参謀本部付勤務、支那駐屯軍司令部付、参謀本部員、参謀本部付（チチハル駐在）、近衛歩兵第3連隊大隊長、関東軍司令部付（チチハル駐在）、兼黒竜江省警備軍顧問、近衛歩兵第3連隊付、支那駐屯軍司令部付（調査班長）、支那駐屯軍参謀、台湾軍参謀、対馬要塞参謀、高雄要塞司令官などを経て、台湾歩兵第1連隊長の際に日中戦争に従軍。台湾軍研究部員、南方出張、台湾軍司令部付などを経て、1941年10月、陸軍少将に進級。太平洋戦争を第14軍参謀副長兼軍政部長として迎え、フィリピン攻略戦に参加した。
第54歩兵団長を経て、独立混成第24旅団長としてビルマに転出した。1945年2月、第53師団長となり、翌月、陸軍中将に進級し終戦を迎えた。1946年8月、戦犯容疑で逮捕された。1948年（昭和23年）1月31日、公職追放仮指定を受けた。1949年11月、マニラで終身刑判決を受けたが、1953年7月に釈放された。

## 親族
- 兄 林茂清（陸軍中将）